# Lindernia
Lindernia es un género con 238 especies de plantas de flores de la familia Scrophulariaceae. 

## Especies seleccionadas
- Lindernia abyssinica Engl.
- Lindernia acicularis Eb.Fisch.
- Lindernia aculeata (Bonati) T.Yamaz.
- Lindernia anagallis (Burm.f.) Pennell
- Lindernia angustifolia Wettst.
- Lindernia aprica Kerr ex Barnett
- Lindernia blancoi (Merr.) Philcox
- Lindernia brachiata (Link & Otto) Biswas
- Lindernia brevipedunculata Migo

## Sinónimos
- Bonnaya Link & Otto
- Geoffraya Bonati
- Hemiarrhena Benth.
- Strigina Engl.
- Tuyamaea T.Yamaz.

- Datos: Q2918981
- Multimedia: Lindernia / Q2918981
- Especies: Lindernia